# Pedicia rivosa
Pedicia rivosa är en tvåvingeart som först beskrevs av Carl von Linné 1758.  Pedicia rivosa ingår i släktet Pedicia och familjen hårögonharkrankar. Arten är reproducerande i Sverige.

## Underarter
Arten delas in i följande underarter:
- P. r. rivosa
- P. r. mannheimsi

## Bildgalleri

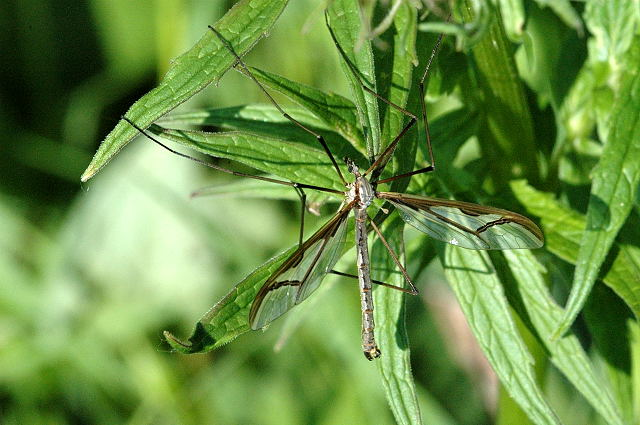